# Charles Blakey
Charles Henry Smithson Blakey (4 tháng 1 năm 1896 – 31 tháng 8 năm 1962) là một cầu thủ bóng đá người Anh có 30 lần ra sân ở Football League thi đấu cho Lincoln City ở vị trí thủ môn. Ông tiếp tục thi đấu cho các đội bóng ở Midland League như Doncaster Rovers, Boston Town, và Boston United, thi đấu ở vị trí hậu vệ.